# 天主教特雷維索教區
天主教特雷維索教區（拉丁語：Dioecesis Tarvisina）是天主教會在義大利的一個教區，屬威尼斯宗主教區。

## 歷史
教區傳統上被認為由聖普羅西斯莫科在1世紀開教，但首次有文獻記載的主教出現於569年，1751年由亞奎萊亞宗主教區轉屬烏迪內總教區，1818年改屬威尼斯宗主教區。

## 現況
教區範圍包括特雷維索省南部，以及威尼斯省、維琴察省和帕多瓦省小部，2010年有教友807,020人，佔轄區總人口91.2%。教區下轄265個堂區，有605名司鐸。現任教區主教為彌額爾·托馬西，榮休主教為保祿·馬尼亞尼和若望-方濟各·奧思定·加丁。